# Photograph (livro)
Photograph é um livro de fotografias do músico Ringo Starr. O livro é uma coleção de 240 fotografias de Starr, que também serve como sua autobiografia através das legendas das fotos. O título do livro é também o título de seu single de 1973. O livro foi publicado pela primeira vez em 2013 em uma edição limitada de 2,5 mil cópias pela Genesis Publications e mais tarde em uma edição em massa em 2015.

## Contexto e descrição
O livro contém fotografias de Starr e sua família enquanto crescia, e fotografias que ele tirou durante seu tempo com os Beatles. De acordo com Starr, ele não queria escrever uma autobiografia, mas queria fazê-lo na forma de fotografias. Ele disse: "As fotos são ótimas porque elas te lembram muito. Se uma dessas fotos é, digamos, setembro de 1964, se você fosse me perguntar 'O que você fez então?' Não faço ideia! Mas ai está o momento, e todas essas recordações entram em cena."
Starr pensou ter perdido as fotografias que tirou, mas encontrou-as com duas caixas de negativos guardados em um porão enquanto procurava material para uma exposição do Grammy Museum. Algumas dessas fotos foram exibidas na National Portrait Gallery, em Londres, a partir de 9 de setembro de 2015, para coincidir com o lançamento da edição em massa. Esta edição, bem como uma edição limitada de conjuntos de impressões fotográficas, foram inicialmente lançados para venda na galeria, mas depois foram disponibilizados nas livrarias em 21 de setembro de 2015.